# 25-øre
| 25 øre (Danmark) | 25 øre (Danmark)                  |
| ---------------- | --------------------------------- |
| Værdi:           | 0,25 danske kroner                |
| Vægt:            | 2,8 g                             |
| Diameter:        | 17,5 mm                           |
| Tykkelse:        | 1,55 mm                           |
| Rand:            | Glat                              |
| Materiale:       | 97% kobber, 2,5% zink og 0,5% tin |
| Cirkulation:     | 29. januar 1991 - 1. oktober 2008 |

En 25-øre var en dansk mønt, der fandtes i forskellige versioner fra 1875 til 1. oktober 2008. Det var den mindste gyldige mønt fra 1989, hvor 5- og 10-øremønterne blev afskaffet.
25-øren var i sin sidste inkarnation, der blev sat i omløb 29. januar 1991, fremstillet i tinbronze (97% kobber, 2,5% zink og 0,5% tin). Den målte 17,5 mm i diameter, vejede 2,8 g og var 1,55 mm tyk. Dens rand var glat.
Både denne og tidligere udgaver blev afskaffet som betalingsmiddel pr. 1. oktober 2008. Mønten kunne dog indløses i banker og sparekasser indtil 1. oktober 2011.
Den 21. september 2011 annoncerede B.T. efter at have været i kontakt med Nationalbanken, at der stadig mangler at blive afleveret 344 millioner 25-ører (til en værdi af 86 millioner kroner). Det betyder at der mangler at blive afleveret 963,2 tons mønter.
Regner man de tidligere 25-ører med i regnestykket mangler der at blive afleveret 600 millioner mønter til en værdi af 150 millioner kroner.
Såvel Norge som Sverige har afskaffet 25-øren og 50-øren og deres mindste mønter er derfor 1-kronen.

## Tidligere 25-ører
Nationalbanken tilstræber det olympiske medaljesystem; højeste værdier ligner (og var tidligere) guldmønter, mellemste værdier ligner (og var tidligere) sølvmønter og laveste værdier er bronzemønter.
- 1875: Kong Christian IX i profil, vejede 2,42 gram og bestod af 60% sølv.
- 1907: Kong Frederik VIII i profil, vejede 2,42 gram og bestod af 60% sølv.
- 1913: Kong Christian X' monogram, vejede 2,42 gram og bestod af 60% sølv.
- 1920: Prisstigninger på møntmetaller gjorde at Nationalbanken droppede sølvet og brugte det sølvlignende kobbernikkel (75% kobber og 25% nikkel), samme matricer.
- 1924: Den Skandinaviske Møntunion bortfaldt. Nye 25-ører med hul i (tidligere blev mønter gjort ugyldige ved at gennemhulle dem, men nu kunne gyldige mønter have huller i for at hjælpe svagtseende), Christian X' monogram i 4,5 gram kobbernikkel.
- 1941-45: Grundet metalmangel under 2. Verdenskrig blev 25-ørerne fremstillet i erstatningsmetallet zink. Metalkorrosionen gjorde hurtigt disse mønter utiltalende.
- 1948: 4,5 gram kobbernikkel uden hul med Kong Frederik IX' monogram.
- 1967: Med hul i, af kobbernikkel og med Kong Frederik IX' monogram.
- 1973: Nu med Dronning Margrethe II's monogram.
- 1991:Inflationen havde gjort 5- og 10-øresmønter overflødige. 25-øren rykkede derfor ned i bronzegruppen.

- 25 Øre 1911
- 25 Øre 1911
- 25 Øre 1915
- 25 Øre 1926
- 25 Øre 1941
- 25 Øre 1941